# St. Joachim (Freital)

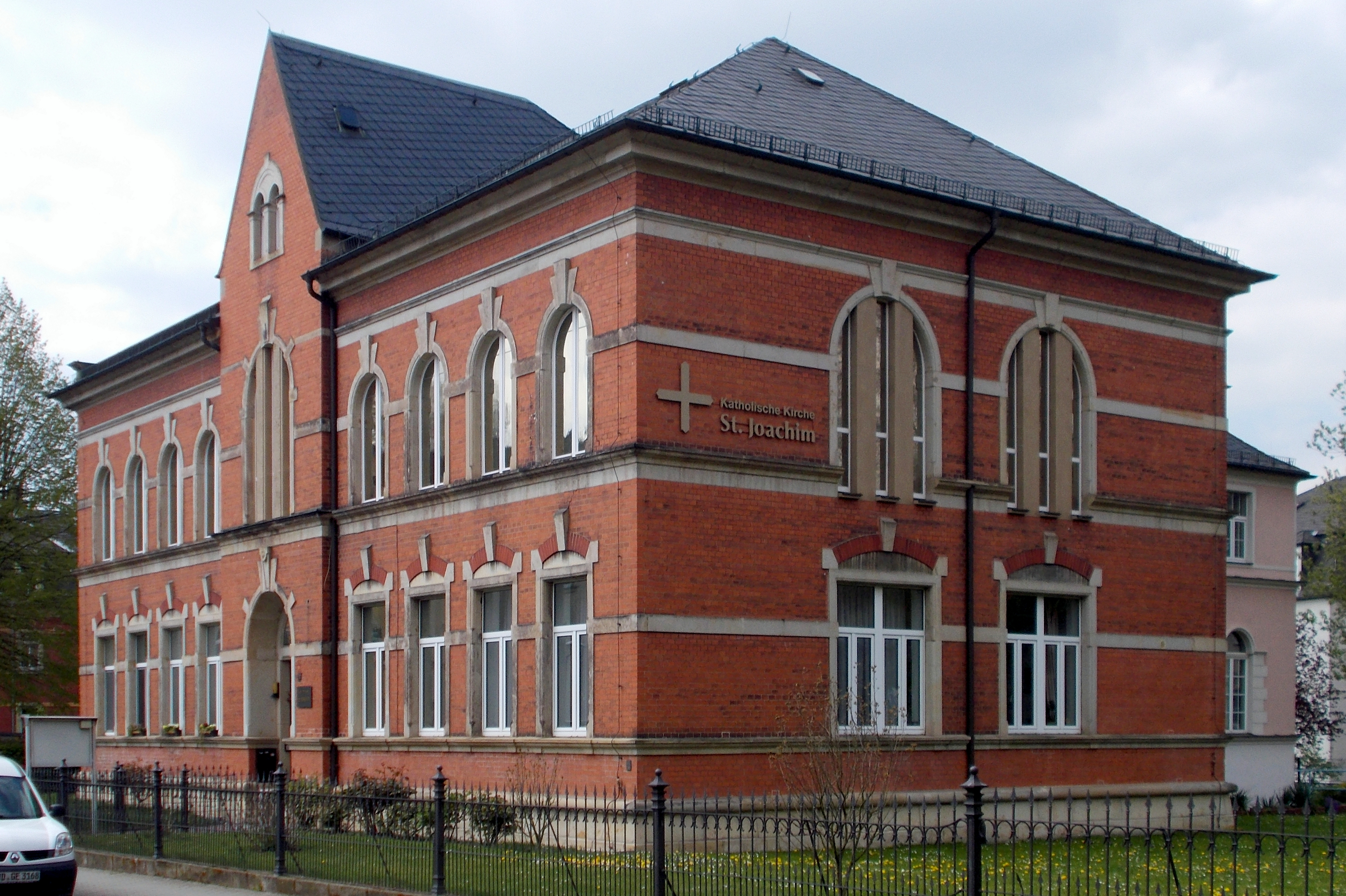
Katholische Kirche St. Joachim (2016)

Die römisch-katholische Kirche St. Joachim ist die einzige katholische Kirche in der Stadt Freital. Sie befindet sich im äußersten Osten des Stadtteils Deuben und ist neben der älteren und wesentlich größeren Christuskirche der zweite Kirchenbau Deubens. Die Kirchgemeinde Freital gehört zur Katholischen Pfarrei Osterzgebirge im Dekanat Dresden des Bistums Dresden-Meißen.

## Lage und Baubeschreibung

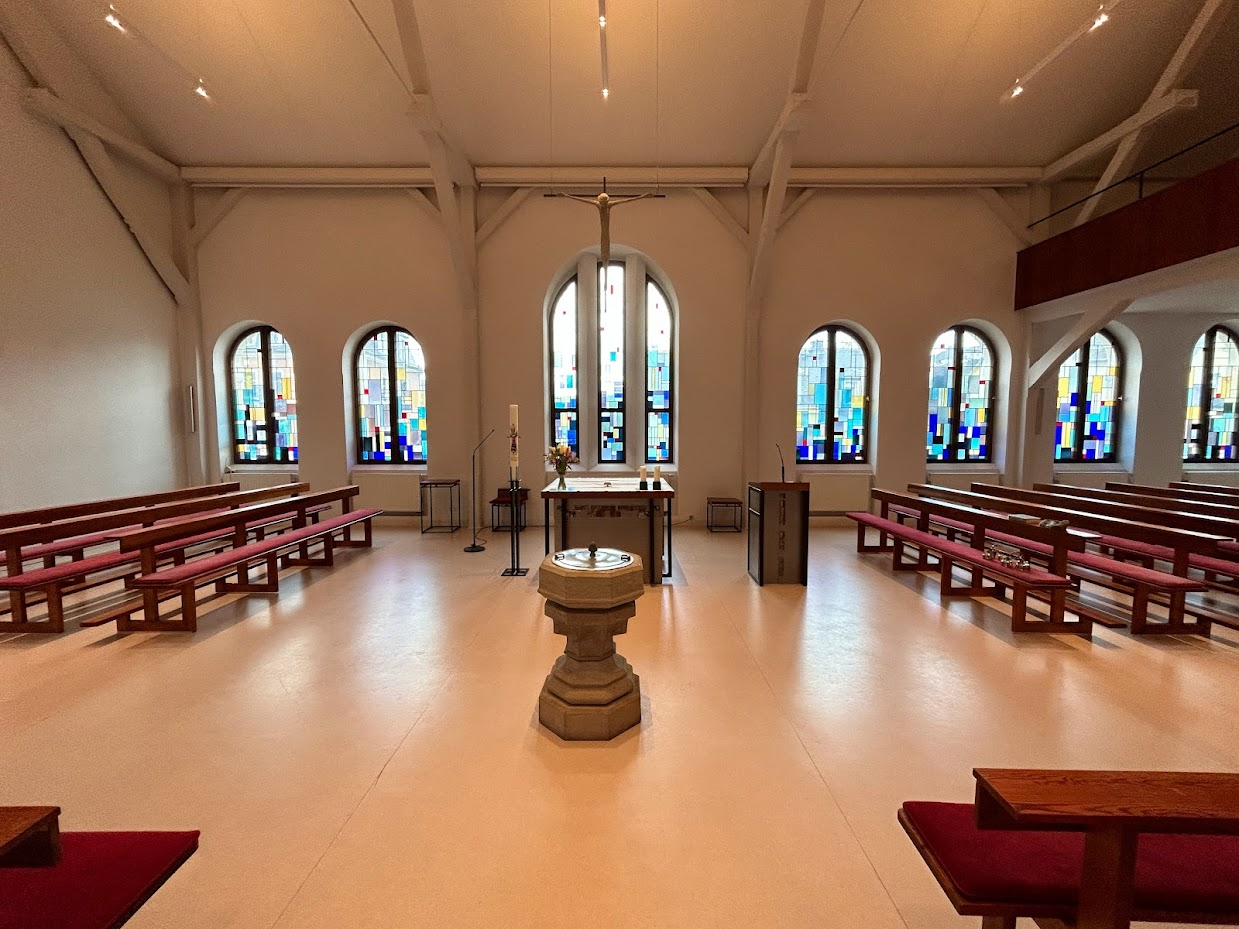
Kirchenraum mit Altar

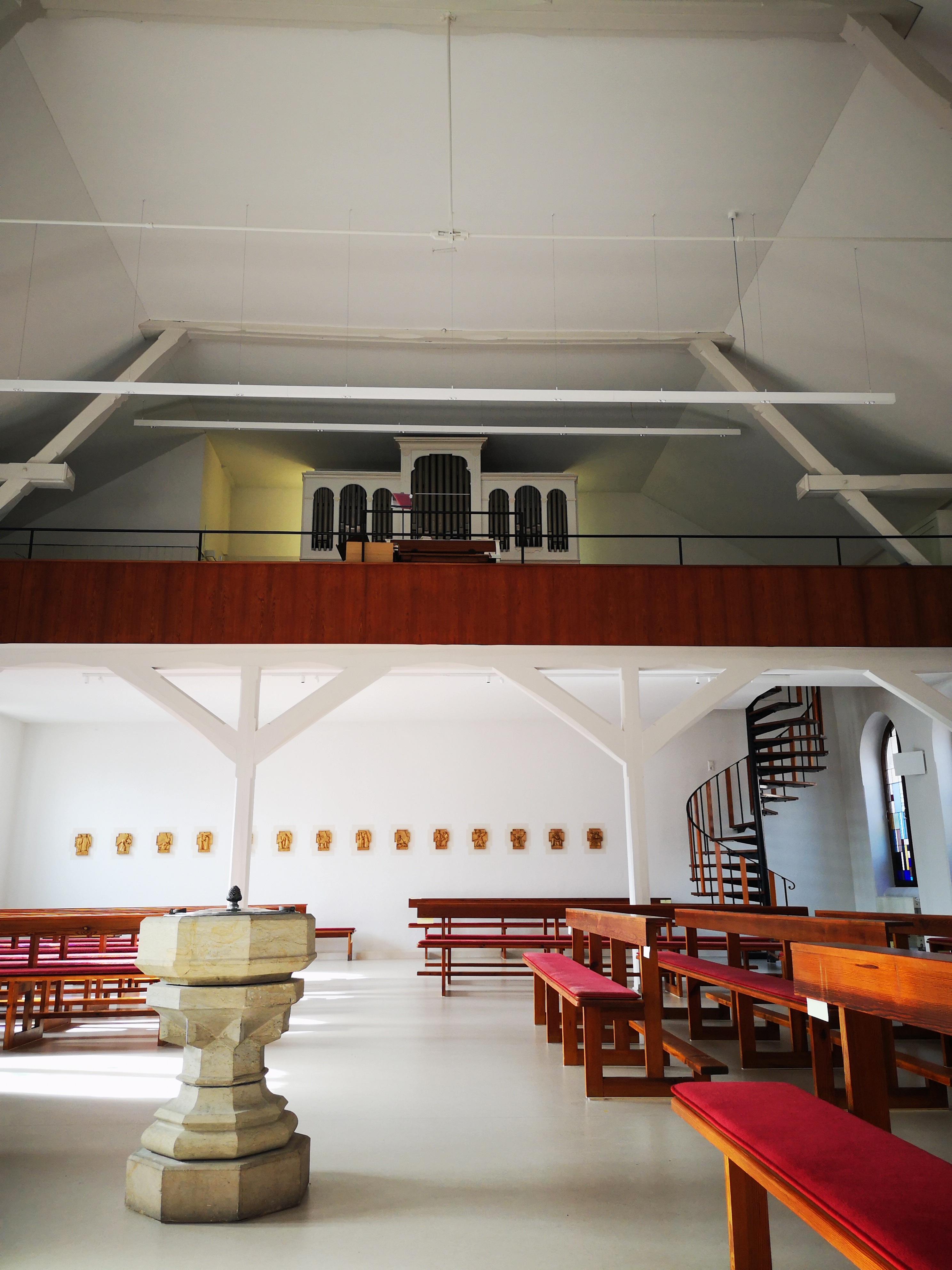
Innenraum mit Jehmlich-Orgel

Die Kirche befindet sich an der Johannisstraße 2 an der Grenze zum Stadtteil Schweinsdorf. Das zugehörige Grundstück erstreckt sich entlang der Poisentalstraße bis zur Schillerstraße.
Der schlichte neoromanische Bau aus roten Klinkern hat Keller-, Erd-, Ober- und Dachgeschoss, das von einem schiefergedeckten Walmdach abgeschlossen wird. Der Hauptbau hat eine Grundfläche von etwa 14 × 23 m und einen zur Johannisstraße mittig angeordneten Eingangsrisaliten mit Giebel. Links und rechts des Eingangs hat das Gebäude je vier Fensterachsen, an den kürzeren Seiten je zwei. In Rücklage sowie links des Eingangs befinden sich niedrigere Anbauten.
Der 250 m² große Kirchenraum liegt im Obergeschoss und bietet Platz für bis zu 135 Personen. Der Altar befindet sich an der südöstlichen langen Gebäudeseite über dem Eingang des Gebäudes. Darüber hängt ein modernes Metallkreuz mit einer ebenfalls metallenen Skulptur. Vor dem Altar steht ein steinernes Taufbecken. An der kurzen nordöstlichen Seite des Kirchenraums findet man den Tabernakel im früheren Altarraum, der von zwei Sakristeien eingerahmt wird. Er stammt aus der früheren Kirche in Glashütte (Sachsen). Auf der rechten Seite findet man eine Statue, die Madonna mit dem Kind zeigt und eine Kopie des Werks von Tilman Riemenschneider ist. Auf der gegenüberliegenden Seite befindet sich eine Empore mit einer Orgel. Darunter ist an der Wand ein Kreuzweg mit 14 geschnitzten Stationen. Die Fenster des gesamten Raumes sind mit bunten Scheiben verglast.
Im Erdgeschoss unterhalb des Kirchenraums befinden sich Wohnungen und Büros. Der Anbau auf der Gebäuderückseite umfasst einen großen Gemeindesaal mit Bühne und einen kleinen Saal im Erdgeschoss, die Wohnung des Pfarrers im Obergeschoss sowie weitere Räume im Keller- und Dachgeschoss.

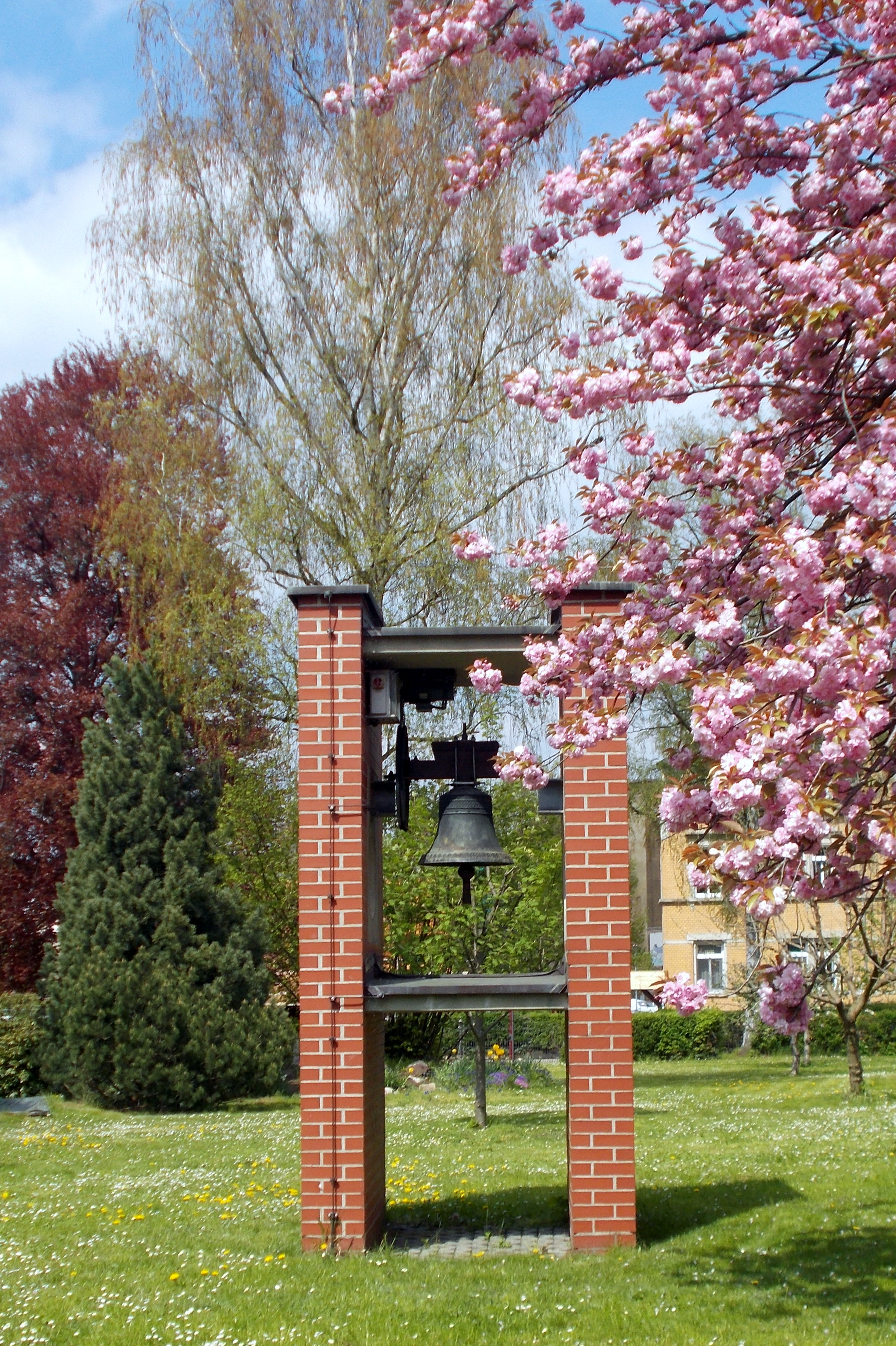
Glocke im Garten

Im Garten befindet sich eine kleine Glocke in einem gemauerten, freistehenden Glockenstuhl.
Das Gebäude steht aufgrund seiner bau- und ortshistorischen Bedeutung unter Denkmalschutz und ist somit eines der Deubener Kulturdenkmale. Auch die Grundstückseinfriedung ist denkmalgeschützt.

## Orgel
Die Orgel stammt von der Dresdner Orgelbaufirma Jehmlich. Sie hat neun Register auf zwei Manualen und Pedal und wurde 1968 klanglich verändert. Sie besitzt mechanische Kegelladen. Die Disposition lautet wie folgt:
| I Hauptwerk C–f3 |    |
| Prinzipal        | 8′ |
| Flöte            | 8′ |
| Octave           | 4′ |
| Flachflöte       | 2′ |
| Mixtur IV        |    |

| II Oberwerk C–f3 |    |
| Gedackt          | 8′ |
| Rohrflöte        | 4′ |
| Prinzipal        | 2′ |

| Pedal C–d1 |     |
| Subbass    | 16′ |

## Geschichte
Mit der Industrialisierung des Weißeritztals kamen am Ende des 19. Jahrhunderts vermehrt Katholiken nach Deuben und Umgebung, das wie ganz Sachsen mehrheitlich evangelisch geprägt war. Die erste Heilige Messe in Deuben wurde im Jahr 1890 abgehalten, damals noch im Gasthof Sächsischer Wolf an der Ecke Poisentalstraße/Dresdner Straße. Auch wurde fortan katholischer Religionsunterricht gegeben. Bis 1895 wurde dann nach Plänen des Architekten Reif der Kirchenbau errichtet, geplant als Übergangslösung bis zum Bau einer größeren Kirche, der nicht realisiert wurde. Eingeweiht wurde St. Joachim am 18. August 1895. Der Einzugsbereich des 1896 gegründeten Katholischen Pfarramts erstreckte sich über alle heutigen Freitaler Stadtteile sowie ins südliche und westliche Umland bis nach Wilsdruff und Kipsdorf; zu ihm gehörten etwa 3600 Katholiken. Im Jahr 1908 wurde die Orgel eingebaut. Der Anbau auf der Rückseite des Gebäudes mit Saal und Bühne wurde in den Jahren 1922/23 ergänzt. Dort fanden auch Kinoaufführungen statt.
Nach dem Zweiten Weltkrieg wuchs die Gemeinde durch den Zuzug von Flüchtlingen weiter an. Es wurden auf den „Außenstationen“ heilige Messen gehalten, zum Teil in evangelischen Gemeindesälen oder Gaststätten. In Wilsdruff (1956) und Dippoldiswalde (1959) wurden später eigene Gemeinden mit neuen Kirchen begründet. Im Jahr 1968 wurde der Kirchenraum umgebaut und schlichter als zuvor gestaltet. Von 1985 bis 1991 wirkte Konrad Zdarsa, späterer Bischof von Görlitz und Augsburg, als Pfarrer der Freitaler Kirchgemeinde. Nach 1990 kamen auch Katholiken aus den westlichen Bundesländern zur Gemeinde. 1996 beging die Gemeinde das 100-jährige Jubiläum ihrer Gründung. Seit 2012 gehört die Kirchgemeinde zur katholischen Pfarrei Osterzgebirge. Im Jahr 2019 wurde der Kirchenraum umfassend renoviert und umgestaltet. In diesem Zuge änderte sich auch dessen Ausrichtung, sodass sich der Altar nun über dem Eingang des Gebäudes befindet.

## Pfarrer
Die Pfarrer der eigenständigen Pfarrei von 1896 bis 2010:
- Georg Kral, 1896–1922
- Franz Feßler, 1922–1930
- Max Echinger, 1930–1957
- Hugo Hermannspan, 1957–1980
- Peter Dluhosch, 1980–1985
- Konrad Zdarsa, 1985–1991
- Michael Dittrich, 1991–1999
- Joachim Scholz, 1999–2002
- Michael Teubner, 2002–2010